# Dongling (ort i Kina, Liaoning)
Dongling är en ort i Kina. Den ligger i provinsen Liaoning, i den nordöstra delen av landet, omkring 15 kilometer öster om provinshuvudstaden Shenyang. Antalet invånare är 171 454.
Runt Dongling är det mycket tätbefolkat, med 1 632 invånare per kvadratkilometer. Närmaste större samhälle är Shenyang, 12,1 km väster om Dongling. Trakten runt Dongling består till största delen av jordbruksmark.
Genomsnittlig årsnederbörd är 994 millimeter. Den regnigaste månaden är juli, med i genomsnitt 213 mm nederbörd, och den torraste är januari, med 9 mm nederbörd.